# Betula saksarensis
Betula saksarensis — вид квіткових рослин з родини березових (Betulaceae). Ендемік Красноярского краю.

## Біоморфологічна характеристика
Це дерево 5–8 метрів заввишки.

## Поширення й екологія
Цей вид є ендеміком Красноярского краю. Зустрічається в степах на кам'янистих схилах.

## Загрози й охорона
Немає повідомлень про загрози та заходи щодо збереження цього виду.